# Aleix Espargaró
Aleix Espargaró Villà (Granollers, Barcelona, 30 de julio de 1989) es un expiloto de motociclismo y ciclista español que pertenece al equipo estadounidense Lidl-Trek, desempeñándose como embajador de marca. Compitió en el Campeonato del Mundo de Motociclismo de MotoGP, desde 2017 en el Aprilia Racing Factory Team, resultando cuarto en 2022 como mejor resultado. Se proclamó campeón de España de 125 cc en 2004 y del campeonato mundial de CRT en 2012. En el Gran Premio de Aragón de 2014 consiguió su primer podio en MotoGP al lograr la segunda posición y obtuvo su primera victoria en el Gran Premio de Argentina de 2022.
En el Gran Premio de Gran Bretaña de 2024 se convirtió en el tercer piloto con más Grandes Premios comenzados en la historia de la máxima categoría: 329, solo por detrás de Andrea Dovizioso (345) y Valentino Rossi (432), superando a este último al finalizar la temporada: 339.
Tiene un hermano menor, Pol Espargaró (n. 1991), también expiloto del Campeonato del Mundo de Motociclismo.

## Biografía

### Inicios
En 1998 acabó tercero en el Campeonato de Cataluña Iniciación de Enduro. Un año después, con diez años, Espargaró se proclamaba campeón de Cataluña de Enduro en la categoría de 60 cc. Esa temporada la completaba con el tercer puesto en el Campeonato de Cataluña de Motocross de 60 cc y el octavo en el Open RACC de 50 cc.
En el 2000, los éxitos llegaban en el Campeonato Rieju Supermotard en el que acaba tercero en el regional catalán y en el español de esa competición. Una temporada en la que Aleix ganaba la Copa Rieju y acababa cuarto en el Open RACC de 50 cc. Repitiendo el cuarto puesto del Open RACC en el 2001, Espargaró ganaba la Copa Rieju Supermotard de Cataluña y España y quedaba segundo de la de Andorra.
El siguiente paso natural de Aleix fue el catalán de velocidad de 125 cc, paso que hizo en el 2002. Quinto ese año, Espargaró se proclamaba campeón de ese campeonato la temporada siguiente. Un 2003 en el que debutaba en el campeonato español de 125 cc, acabando décimo.
En 2004 consiguió su primer gran título al proclamarse campeón de España de 125 cc. También consiguió ser campeón de Cataluña.

### 125cc
Con el título del Campeonato de España de 125 cc se le abrieron las puertas del mundial en 2005 y firmó con el equipo Seedorf Racing para pilotar una Honda RS125 teniendo como compañero a Álvaro Bautista. No defraudó en su primera temporada mundialista y sumó 36 puntos que le hicieron acabar en 16.ª posición el campeonato.

### 250cc
En 2006 firmó con el equipo Honda BQR y empezó el mundial de 125 cc pero pronto el equipo le ascendió y le colocó en su estructura de 250 cc puntuando en su debut en el Gran Premio de los Países Bajos. Esa temporada sumó 19 puntos y acabó en 20.ª posición.
En 2007 siguió en el mismo equipo, ahora denominado Blusens Aprilia por lo que cambió la Honda para pilotar una Aprilia RS250 no oficial que le sirvió para conseguir 47 puntos y acabar en 15.ª posición el campeonato.

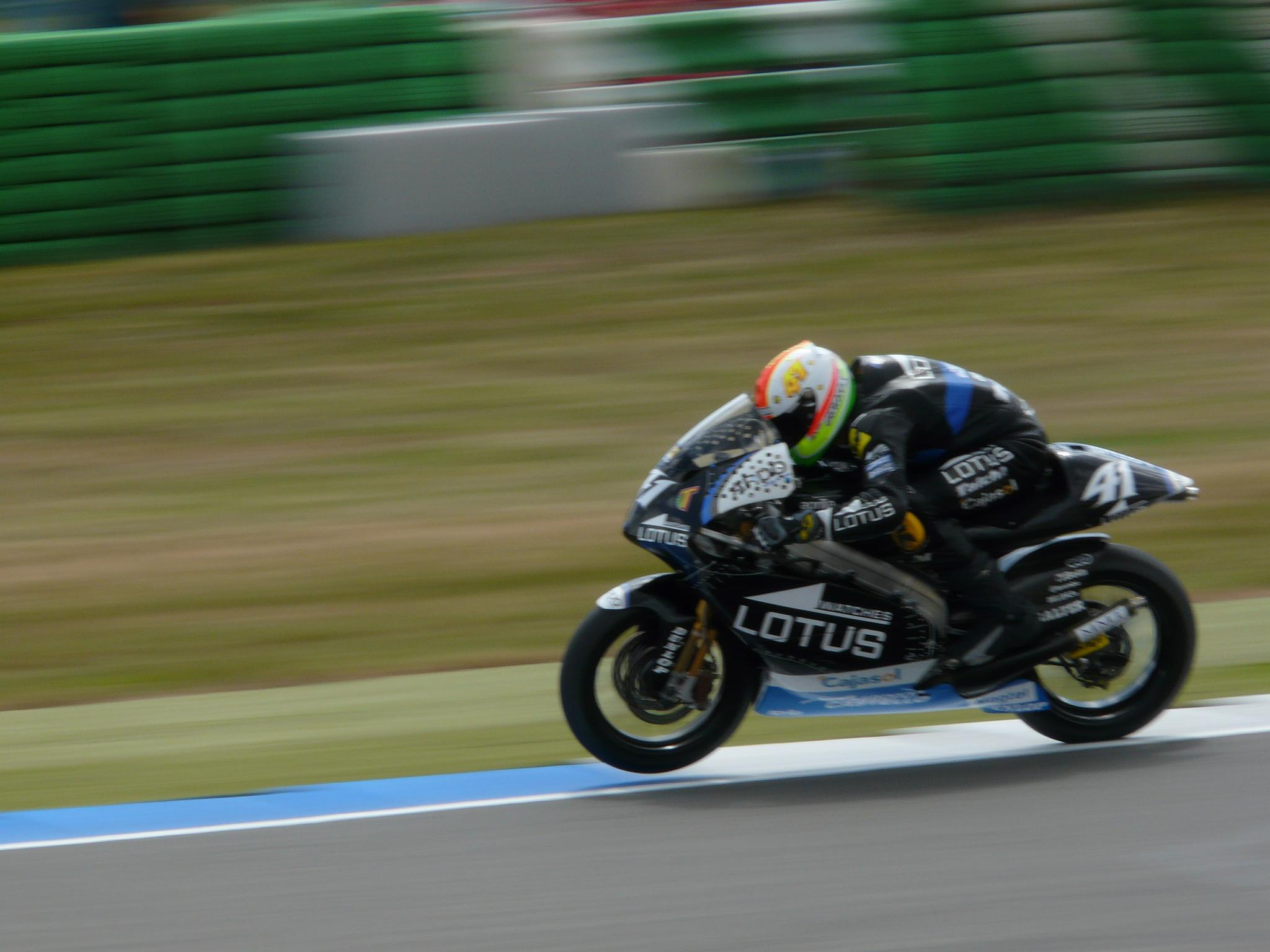
Espargaró en el GP de Assen en 2008

Al finalizar la temporada 2007 recibe una oferta del equipo Lotus Aprilia, campeón de 250 cc en 2007, para fichar por ellos teniendo como compañero a Álex Debón por lo que Espargaró no desaprovecha la oportunidad y pasa a formar parte del equipo.
En 2008, Aleix participa en el campeonato del mundo de 250 cc.
Después de su decepcionante temporada, Aleix termina duodécimo en la general. Durante toda la temporada múltiples fallos mecánicos le impiden estar delante.
Tras la marcha de Dani Amatriaín, el equipo Lotus Aprilia (campeón de 250 cc en 2007) se disuelve y quedan tanto Aleix como su compañero Debón sin equipo.
En la temporada 2009, Aleix no puede participar en 250 cc puesto que no tiene equipo. A principio de temporada empieza a probar la Moto2, nueva categoría y sustituta de 250 cc en 2010. El 7 de junio, por primera vez, aparecen las Moto2 en el Campeonato de España de Velocidad. Aleix lidera las primeras vueltas pero debido a problemas mecánicos y a una caída tiene que abandonar.
Una semana antes del Gran Premio de Assen (del campeonato del mundo)recibe la noticia de que va a ser el sustituto de Németh (del equipo Balantoring Team). Después de una magnífico fin de semana, Aleix acaba la carrera en cuarta posición, su mejor resultado en 250 cc en el campeonato del mundo.

### MotoGP
La temporada 2009 debuta en la categoría reina de MotoGP en el Gran Premio de Indianápolis, como sustituto de Mika Kallio en el equipo Pramac Racing (Ducati), ya que este sustituye a Casey Stoner en el equipo oficial de Ducati. Se convirtió así en el piloto más joven en debutar en la historia de la categoría en su momento, donde sumó tres puntos.

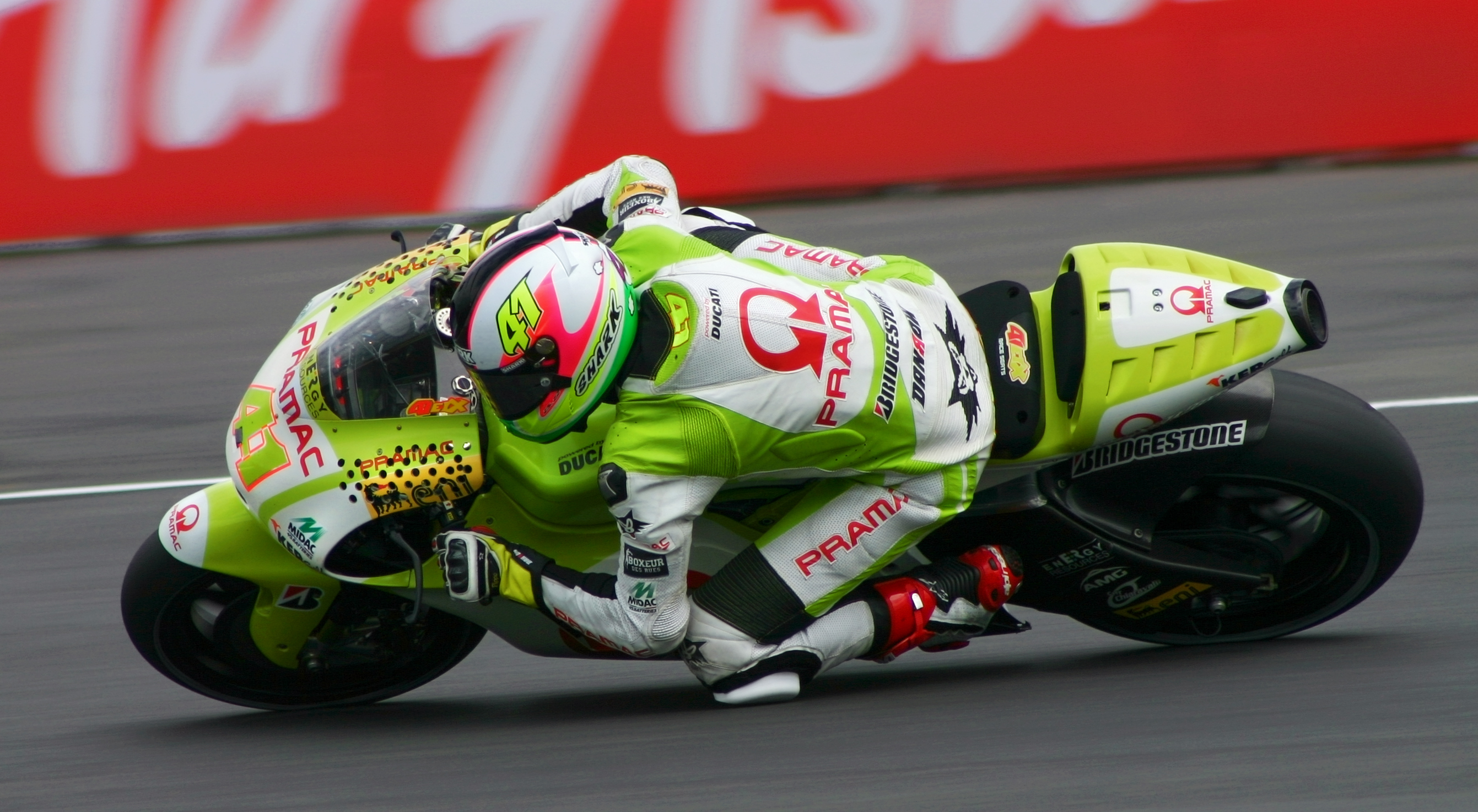
Espargaró en el Circuito de Silverstone en 2010

En la temporada 2010, Aleix Espargaró se asentó en la categoría de MotoGP donde pudo terminar una temporada completa. En el año 2011 firma con el equipo PONS de Moto2.
A finales de 2011 se anunció el fichaje por el donde pilotará una de las nuevas CRT, junto al francés Randy de Puniet en la categoría de MotoGP para la temporada 2012.
En 2012 con la ART del equipo Power Electronics Aspar ha firmado el capítulo más importante en su carrera profesional al ser el primer campeón mundial de la historia en motos CRT (Claiming Rule Team). Con 74 puntos en total en la clasificación de MotoGP y con un margen de 12 puntos sobre su compañero el piloto Randy de Puniet.
Ya en 2014, tras abandonar la estructura de Aspar MotoGP para fichar por NGM Yamaha Forward, el piloto español cosechó por fin una serie de "buenos" resultados, pole incluida en el GP de Assen, con una moto Open (es una Forward con motor Yamaha, su compañero lleva una CRT) pero gracias a su trabajo se mantiene luchando por los puestos de cabeza.
Durante las dos siguientes temporadas ficha por Suzuki en su retorno a MotoGP con compañero el rookie Maverick Viñales, esta temporada compite en el equipo Aprilia, donde consigue su segundo podio.
En 2022 vuelve a correr con Maverick Viñales y logra su primera victoria en MotoGP en el Gran Premio de Argentina, celebrado el 3 de abril.
El 23 de mayo de 2024, coincidiendo con el Gran Premio de Cataluña del mismo año, anunció su retirada a final de la temporada 2024.

### Ciclismo
Tras su retirada del motociclismo, se rumoreó que podría empezar a competir profesionalmente en ciclismo. Finalmente, el 16 de diciembre de 2024 se confirmó su fichaje para el año 2025 por el equipo estadounidense Lidl-Trek de la categoría UCI WorldTour.

### Vida personal
Es hijo de Genís Espargaró y Anna Villà. Tiene dos hermanos menores, el también piloto de motociclismo, Pol Espargaró y Mariona Espargaró.
El 23 de agosto de 2014 contrajo matrimonio en Barcelona con la arquitecta Laura Montero, después de 8 años de relación. El 5 de junio de 2018 nacieron sus mellizos, Max y Mía Espargaró Montero.
El piloto se considera amante de los animales y tiene dos beagles, Pippa y Zuki.

## Resultados en el Campeonato del Mundo
Sistema de puntuación de 1993 hasta 2022:
| Posición | 1.º | 2.º | 3.º | 4.º | 5.º | 6.º | 7.º | 8.º | 9.º | 10.º | 11.º | 12.º | 13.º | 14.º | 15.º |
| Puntos   | 25  | 20  | 16  | 13  | 11  | 10  | 9   | 8   | 7   | 6    | 5    | 4    | 3    | 2    | 1    |

#### Por categoría
| Cat.   | Temporadas           | 1.er Gran Premio  | 1.er Podio     | 1.ª Victoria   | Carreras | Victorias | Podios | Poles | V.Rap | Pts. | CM |
| ------ | -------------------- | ----------------- | -------------- | -------------- | -------- | --------- | ------ | ----- | ----- | ---- | -- |
| 125cc  | 2004–2006            | Valencia 2004     |                |                | 23       | 0         | 0      | 0     | 0     | 36   | 0  |
| 250cc  | 2006–2009            | Países Bajos 2006 |                |                | 44       | 0         | 0      | 0     | 0     | 181  | 0  |
| Moto2  | 2011                 | Catar 2011        | Cataluña 2011  |                | 17       | 0         | 1      | 0     | 0     | 76   | 0  |
| MotoGP | 2009-2010, 2012-2024 | Indianápolis 2009 | Aragón 2014    | Argentina 2022 | 255      | 3         | 11     | 7     | 5     | 1484 | 0  |
| Total  | 2004 –Presente       | 2004 –Presente    | 2004 –Presente | 2004 –Presente | 331      | 3         | 12     | 7     | 5     | 1777 | 0  |

#### Por temporada
| Temp. | Cat.   | Moto           | Equipo                        | N.º   | Carreras | Victorias | Podios | Poles | V.Ráp. | Puntos | Posición |
| ----- | ------ | -------------- | ----------------------------- | ----- | -------- | --------- | ------ | ----- | ------ | ------ | -------- |
| 2004  | 125cc  | Honda          | Racc Caja Madrid              | 57    | 1        | 0         | 0      | 0     | 0      | 0      | NC       |
| 2005  | 125cc  | Honda          | Seedorf RC3 – Tiempo Holidays | 41    | 16       | 0         | 0      | 0     | 0      | 36     | 16.º     |
| 2006  | 125cc  | Honda          | Wurth Honda BQR               | 41    | 6        | 0         | 0      | 0     | 0      | 0      | NC       |
| 2006  | 250cc  | Honda          | Wurth Honda BQR               | 42    | 9        | 0         | 0      | 0     | 0      | 20     | 19.º     |
| 2007  | 250cc  | Aprilia        | Blusens Aprilia               | 41    | 17       | 0         | 0      | 0     | 0      | 47     | 15.º     |
| 2008  | 250cc  | Aprilia        | Lotus Aprilia                 | 41    | 16       | 0         | 0      | 0     | 0      | 92     | 12.º     |
| 2009  | 250cc  | Aprilia        | Balatonring Team              | 41    | 2        | 0         | 0      | 0     | 0      | 22     | 17.º     |
| 2009  | MotoGP | Ducati         | Pramac Racing                 | 44    | 4        | 0         | 0      | 0     | 0      | 16     | 18.º     |
| 2010  | MotoGP | Ducati         | Pramac Racing Team            | 41    | 18       | 0         | 0      | 0     | 0      | 65     | 14.º     |
| 2011  | Moto2  | Pons Kalex     | Pons HP40                     | 40    | 17       | 0         | 1      | 0     | 0      | 76     | 12.º     |
| 2012  | MotoGP | ART            | Power Electronics Aspar       | 41    | 18       | 0         | 0      | 0     | 0      | 74     | 12.º     |
| 2013  | MotoGP | ART            | Power Electronics Aspar       | 41    | 18       | 0         | 0      | 0     | 0      | 93     | 11.º     |
| 2014  | MotoGP | Forward Yamaha | NGM Forward Racing            | 41    | 18       | 0         | 1      | 1     | 0      | 126    | 7.º      |
| 2015  | MotoGP | Suzuki         | Equipo Suzuki Ecstar MotoGP   | 41    | 18       | 0         | 0      | 1     | 0      | 105    | 11.º     |
| 2016  | MotoGP | Suzuki         | Equipo Suzuki Ecstar MotoGP   | 41    | 18       | 0         | 0      | 0     | 0      | 93     | 11.º     |
| 2017  | MotoGP | Aprilia        | Aprilia Racing Team Gresini   | 41    | 17       | 0         | 0      | 0     | 0      | 62     | 15.º     |
| 2018  | MotoGP | Aprilia        | Aprilia Racing Team Gresini   | 41    | 17       | 0         | 0      | 0     | 0      | 44     | 17.º     |
| 2019  | MotoGP | Aprilia        | Aprilia Racing Team Gresini   | 41    | 19       | 0         | 0      | 0     | 0      | 63     | 14.º     |
| 2020  | MotoGP | Aprilia        | Aprilia Racing Team Gresini   | 41    | 14       | 0         | 0      | 0     | 0      | 42     | 17.º     |
| 2021  | MotoGP | Aprilia        | Aprilia Racing Team Gresini   | 41    | 18       | 0         | 1      | 0     | 0      | 120    | 8.º      |
| 2022  | MotoGP | Aprilia        | Aprilia Racing                | 41    | 20       | 1         | 6      | 2     | 2      | 212    | 4.º      |
| 2023  | MotoGP | Aprilia        | Aprilia Racing                | 41    | 20       | 2         | 3      | 1     | 2      | 206    | 6.º      |
| 2024  | MotoGP | Aprilia        | Aprilia Racing                | 41    | 18       | 0         | 0      | 2     | 1      | 163    | 11.º     |
| 2025  | MotoGP | Honda          | HRC Test Team                 | 41    |          |           |        |       |        |        |          |
| 2025  | MotoGP | Honda          | Honda HRC Castrol             | 41    |          |           |        |       |        | *      | *        |
| Total | Total  | Total          | Total                         | Total | 331      | 3         | 12     | 7     | 5      | 1732   |          |

- * Temporada en curso.

### Carreras por año
| Año  | Cat.   | Moto           | 1       | 2         | 3        | 4        | 5        | 6       | 7       | 8          | 9       | 10      | 11      | 12        | 13        | 14       | 15        | 16       | 17      | 18        | 19       | 20      | 21  | 22  | Pos. | Pts. |
| ---- | ------ | -------------- | ------- | --------- | -------- | -------- | -------- | ------- | ------- | ---------- | ------- | ------- | ------- | --------- | --------- | -------- | --------- | -------- | ------- | --------- | -------- | ------- | --- | --- | ---- | ---- |
| 2004 | 125cc  | Honda          | RSA     | SPA       | FRA      | ITA      | CAT      | NED     | RÍO     | GER        | GBR     | CZE     | POR     | JPN       | QAT       | MAL      | AUS       | VAL 24   |         |           |          |         |     |     | NC   | 0    |
| 2005 | 125cc  | Honda          | SPA 14  | POR 16    | CHN 7    | FRA 12   | ITA 17   | CAT 15  | NED Ret | GBR Ret    | GER 9   | CZE 13  | JPN 12  | MAL 15    | QAT 18    | AUS 17   | TUR 17    | VAL 11   |         |           |          |         |     |     | 16.º | 36   |
| 2006 | 125cc  | Honda          | SPA Ret | QAT 17    | TUR 21   | CHN 16   | FRA DNQ  | ITA Ret | CAT Ret |            |         |         |         |           |           |          |           |          |         |           |          |         |     |     | NC   | 0    |
| 2006 | 250cc  | Honda          |         |           |          |          |          |         | NED 15  | GBR 12     | GER 15  | CZE Ret | MAL 9   | AUS 15    | JPN Ret   | POR 13   | VAL 13    |          |         |           |          |         |     |     | 19.º | 20   |
| 2007 | 250cc  | Aprilia        | QAT 11  | SPA Ret   | TUR 11   | CHN 11   | FRA 18   | ITA 12  | CAT 20  | GBR Ret    | NED 17  | GER 11  | CZE 13  | RSM 12    | POR 12    | JPN 17   | AUS 14    | MAL 10   | VAL 12  |           |          |         |     |     | 15.º | 47   |
| 2008 | 250cc  | Aprilia        | QAT 9   | SPA 9     | POR 11   | CHN 9    | FRA 9    | ITA 9   | CAT Ret | GBR 10     | NED 17  | GER 13  | CZE 10  | RSM Ret   | IND C     | JPN 7    | AUS 8     | MAL 5    | VAL 7   |           |          |         |     |     | 12.º | 92   |
| 2009 | 250cc  | Aprilia        | QAT     | JPN       | SPA      | FRA      | ITA      | CAT     | NED 4   | GER 7      | GBR     | CZE     |         |           |           |          |           |          |         |           |          |         |     |     | 17.º | 22   |
| 2009 | MotoGP | Ducati         |         |           |          |          |          |         |         |            |         |         | IND 13  | RSM 11    | POR       | AUS      | MAL 11    | VAL 13   |         |           |          |         |     |     | 18.º | 16   |
| 2010 | MotoGP | Ducati         | QAT Ret | SPA 15    | FRA 9    | ITA 8    | GBR 10   | NED 10  | CAT Ret | GER Ret    | USA Ret | CZE 12  | IND 9   | RSM 11    | ARA 10    | JPN 14   | MAL Ret   | AUS 8    | POR Ret | VAL 11    |          |         |     |     | 14.º | 65   |
| 2011 | Moto2  | Pons Kalex     | QAT 11  | SPA 24    | POR Ret  | FRA 6    | CAT 3    | GBR 18  | NED 16  | ITA 9      | GER Ret | CZE 6   | IND 10  | RSM Ret   | ARA 5     | JPN 31   | AUS 13    | MAL 8    | VAL 21  |           |          |         |     |     | 12.º | 76   |
| 2012 | MotoGP | ART            | QAT 15  | SPA 12    | POR 12   | FRA 13   | CAT 13   | GBR 11  | NED Ret | GER 13     | ITA 13  | USA 9   | IND 10  | CZE 10    | RSM Ret   | ARA 10   | JPN 12    | MAL 8    | AUS 10  | VAL 11    |          |         |     |     | 12.º | 74   |
| 2013 | MotoGP | ART            | QAT 11  | AME 11    | SPA 9    | FRA 13   | ITA 8    | CAT 8   | NED 8   | GER 8      | USA Ret | IND 12  | CZE 10  | GBR 10    | RSM 13    | ARA 11   | MAL 9     | AUS 11   | JPN Ret | VAL 11    |          |         |     |     | 11.º | 93   |
| 2014 | MotoGP | Forward Yamaha | QAT 4   | AME 9     | ARG 15   | SPA 7    | FRA 9    | ITA 9   | CAT 6   | NED 4      | GER 6   | IND Ret | CZE 8   | GBR 9     | RSM Ret   | ARA 2    | JPN 11    | AUS Ret  | MAL Ret | VAL 7     |          |         |     |     | 7.º  | 126  |
| 2015 | MotoGP | Suzuki         | QAT 11  | AME 8     | ARG 7    | SPA 7    | FRA Ret  | ITA Ret | CAT Ret | NED 9      | GER 10  | IND 14  | CZE 9   | GBR 9     | RSM 10    | ARA 6    | JPN 11    | AUS 9    | MAL 7   | VAL 8     |          |         |     |     | 11.º | 105  |
| 2016 | MotoGP | Suzuki         | QAT 11  | ARG 11    | AME 5    | SPA 5    | FRA 6    | ITA 9   | CAT Ret | NED Ret    | GER 14  | AUT Ret | CZE Ret | GBR 7     | RSM Ret   | ARA 7    | JPN 4     | AUS Ret  | MAL 13  | VAL 8     |          |         |     |     | 11.º | 93   |
| 2017 | MotoGP | Aprilia        | QAT 6   | ARG Ret   | AME 17   | SPA 9    | FRA Ret  | ITA Ret | CAT Ret | NED 10     | GER 7   | CZE 8   | AUT 13  | GBR Ret   | RSM Ret   | ARA 6    | JPN 7     | AUS Ret  | MAL     | VAL Ret   |          |         |     |     | 15.º | 62   |
| 2018 | MotoGP | Aprilia        | QAT 19  | ARG Ret   | AME 10   | SPA Ret  | FRA 9    | ITA Ret | CAT Ret | NED 13     | GER INJ | CZE 15  | AUT 17  | GBR C     | RSM 14    | ARA 6    | THA 13    | JPN Ret  | AUS 9   | MAL 11    | VAL Ret  |         |     |     | 17.º | 44   |
| 2019 | MotoGP | Aprilia        | QAT 10  | ARG 9     | AME Ret  | SPA 11   | FRA 12   | ITA 11  | CAT Ret | NED 12     | GER Ret | CZE 18  | AUT 14  | GBR Ret   | RSM 12    | ARA 7    | THA Ret   | JPN 15   | AUS 10  | MAL 13    | VAL 9    |         |     |     | 14.º | 63   |
| 2020 | MotoGP | Aprilia        | QAT C   | SPA Ret   | AND Ret  | CZE 10   | AUT 11   | EST 12  | RSM 13  | ERM Ret    | CAT 12  | FRA 14  | ARA 13  | TER Ret   | EUR Ret   | VAL 9    | POR 8     |          |         |           |          |         |     |     | 17.º | 42   |
| 2021 | MotoGP | Aprilia        | QAT 7   | DOH 10    | POR 6    | SPA 6    | FRA Ret  | ITA 7   | CAT Ret | GER 7      | NED 8   | EST Ret | AUT 10  | GBR 3     | ARA 4     | RSM 8    | AME Ret   | ERM 7    | ALG Ret | VAL 9     |          |         |     |     | 8.º  | 120  |
| 2022 | MotoGP | Aprilia        | QAT 4   | INA 9     | ARG 1    | AME 11   | POR 3    | SPA 3   | FRA 3   | ITA 3      | CAT 5   | GER 4   | NED 4   | GBR 9     | AUT 6     | RSM 6    | ARA 3     | JPN 16   | THA 11  | AUS 9     | MAL 10   | VAL Ret |     |     | 4.º  | 212  |
| 2023 | MotoGP | Aprilia        | POR 96  | ARG 15Ret | AME Ret4 | SPA 5Ret | FRA 58   | ITA 68  | GER 169 | NED 34     | GBR 15  | AUT 97  | CAT 1   | RSM 128   | IND Ret   | JPN 5Ret | INA 10Ret | AUS 8C   | THA 85  | MAL Ret12 | QAT Ret  | VAL 813 |     |     | 6.º  | 206  |
| 2024 | MotoGP | Aprilia        | QAT 83  | POR 8     | AME 75   | SPA Ret  | FRA 95   | CAT 41  | ITA 119 | NED INJRet | GER INJ | GBR 63  | AUT 93  | ARA 11Ret | RSM Ret12 | ERM 812  | INA Ret16 | JPN 9Ret | AUS 168 | THA 915   | MAL 1312 | SLD 54  |     |     | 11.º | 163  |
| 2025 | MotoGP | Honda          | THA     | ARG       | AME      | QAT      | SPA 1718 | FRA     | GBR     | ARA        | ITA     | NED     | GER     | CZE       | AUT       | HUN      | CAT       | RSM      | JPN     | INA       | AUS      | MAL     | POR | VAL | 27.º | 0    |

| Color     | Resultado                                                               |
| --------- | ----------------------------------------------------------------------- |
| Oro       | Ganador                                                                 |
| Plata     | 2.ª plaza                                                               |
| Bronce    | 3.ª plaza                                                               |
| Verde     | Finalizó en los puntos                                                  |
| Azul      | Finalizó sin puntos                                                     |
| Azul      | NC - No clasificado                                                     |
| Violeta   | Ret - No terminó (Carrera)                                              |
| Rojo      | DNQ - No se clasificó                                                   |
| Negro     | DSQ - Descalificado                                                     |
| Blanco    | DNS - No empezó (carrera)                                               |
| Blanco    | WD - Retirado (fin de semana)                                           |
| Blanco    | C - Carrera cancelada                                                   |
| Sin color | DNP - Inscrito pero no participó                                        |
| Sin color | INJ - Lesionado                                                         |
| Sin color | EX - Excluido                                                           |
| Estado    | Resultado                                                               |
| Negrita   | Pole position                                                           |
| Cursiva   | Vuelta rápida                                                           |
| x         | Posición en carrera sprint                                              |
| †         | Abandona, pero clasifica al completar el porcentaje requerido para ello |